# كاتسوناري تاكاياما
كاتسوناري تاكاياما (باليابانية: 高山勝成) مواليد 12 مايو 1983 في أوساكا، أوساكا، اليابان، هو ملاكم ياباني حيث انتصر في نزاله الأول. حقق بطولة رابطة الملاكمة العالمية وبطولة المجلس العالمي للملاكمة وبطولة الاتحاد الدولي للملاكمة.

## إحصائيات
خاض خلال مسيرته 39 نزالا، فاز في 30 ولم يتعادل وخسر في 8. فاز بالضربة القاضية في 12 نزالا.

## روابط خارجية
- كاتسوناري تاكاياما على موقع بوكس ريك (الإنجليزية) (registration required)